# Moon Over Naples
Moon Over Naples è un singolo del musicista tedesco Bert Kaempfert, pubblicato nel 1964 come estratto dall'album The Magic Music of Far Away Places.

## Descrizione
Il singolo arriva in seconda posizione in Austria ed in quarta nelle Fiandre in Belgio.
Nel 1968 Moon Over Naples fece guadagnare a Kaempfert uno dei cinque BMI Awards da lui vinti in carriera; gli altri li ottenne per Lady, Sweet Maria, Strangers in the Night e The World We Knew (Over and Over), oltre a un postumo BMI Award assegnatogli nel settembre 2003.

## Tracce
1. Moon Over Naples – 2:35
2. The Moon Is Making Eyes – 2:42

Durata totale: 5:17

## Cover (parziale)
- Nel 1965 venne cantata da Al Martino, con l'aggiunta delle parole di Charlie Singleton e il titolo della canzone modificato in Spanish Eyes. Il singolo venne pubblicato alla fine del 1965 negli Stati Uniti, raggiundo la posizione numero 15 sul Billboard Hot 100[2] e rimase 4 settimane nella classifica Adult Contemporary di Billboard[3] agli inizi del 1966. Questa versione vocale fu anche un successo in Europa, dove vendette circa 800 000 copie in Germania[3] e nel Regno Unito, dove raggiunse il 49º posto nella classifica dei singoli e 5º posto nell'agosto 1973.[4]
- Elvis Presley
- Engelbert Humperdinck
- Tom Jones
- Wayne Newton
- Faith No More;[5]
- ne canta una versione anche Homer Simpson nell'episodio de I Simpson, Homer vs. Dignity.